# エドソン・アルバレス
エドソン・オマル・アルバレス・ベラスケス（Edson Omar Álvarez Velázquez, 1997年10月24日 - ）は、メキシコ・メヒコ州トラルネパントラ・デ・バス出身のサッカー選手。プレミアリーグ・ウェストハム・ユナイテッド所属。メキシコ代表。ポジションはDF、MF。

## 経歴

### クラブ
16歳でクラブ・アメリカの下部組織に入団。翌年には17歳にしてセカンドチームに昇格した。
2016年10月29日、サントス・ラグナ戦でトップチームデビュー。12月25日のUANLティグレス戦でプロ初ゴールをマーク。
2019年7月20日、アヤックス・アムステルダムと5年契約を締結した。
2023年8月10日、ウェストハム・ユナイテッドFCに移籍した。5年契約で、移籍金は約3540万ポンドとみられている。

### 代表
2017年2月8日、フレンドリーマッチのアイスランド戦で途中出場しフル代表デビュー。同年5月、U-20代表の一員として2017 FIFA U-20ワールドカップに参加。グループステージのバヌアツ戦でゴールを挙げた。7月にはチーム最年少で2017 CONCACAFゴールドカップに参加。キュラソー戦で代表初ゴールをマーク。
2018年夏、2018 FIFAワールドカップに参加した。

## 代表歴

### 出場大会
- メキシコ代表
  - 2018 FIFAワールドカップ
  - 2022 FIFAワールドカップ

### 試合数
- 国際Aマッチ 75試合 3得点（2017年-）[10]

| メキシコ代表 | 国際Aマッチ | 国際Aマッチ |
| 年           | 出場        | 得点        |
| ------------ | ----------- | ----------- |
| 2017         | 9           | 1           |
| 2018         | 11          | 0           |
| 2019         | 11          | 1           |
| 2020         | 3           | 0           |
| 2021         | 18          | 0           |
| 2022         | 9           | 0           |
| 2023         | 14          | 1           |
| 2024         |             |             |
| 通算         | 75          | 3           |

### 得点
| No. | 開催日         | 開催地         | 対戦国     | スコア | 結果 | 試合概要                        |
| --- | -------------- | -------------- | ---------- | ------ | ---- | ------------------------------- |
| 1.  | 2017年7月16日  | サンアントニオ | キュラソー | 2–0    | 2–0  | 2017 CONCACAFゴールドカップ     |
| 2.  | 2019年11月15日 | パナマ市       | パナマ     | 2–0    | 3–0  | 2019 CONCACAFネーションズリーグ |

## タイトル

### クラブ
アヤックス
- KNVBベーカー : 2020-21
- エールディヴィジ : 2020-21, 2021-22